# 有馬町
有馬町（日语：／ Arima chō */?）是位於神戶市北區東南端六甲山北側的一個地區，在2014年11月底時人口為1,485人。在併入神戶市前為有馬郡有馬町，此地以有馬溫泉知名。

## 歷史
在江戶時代末期名為湯山町，在當時為幕府的直屬領地，1868年王政复古後轉為兵庫裁判所管轄，後又改設為兵庫縣管轄。
1889年日本實施町村制，維持了湯山町的行政區劃，1896年更名為有馬町；1947年併入神戶市，最初成為兵庫區下的大字。1973年神戶市新設北區，改隸屬北區。